# Centro (pallacanestro)

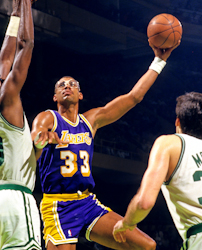
Il centro-pivot Kareem Abdul-Jabbar, con la palla in mano, mentre effettua un gancio.

Il centro o pivot, in inglese noto come center, è uno dei cinque ruoli che può ricoprire un cestista in una squadra di pallacanestro. Negli schemi è indicato con il numero 5.

## Caratteristiche
Si tratta generalmente del giocatore di maggior stazza in campo, cui è demandata la realizzazione dei canestri ma anche un considerevole apporto nel contenimento e marcatura in area del corrispettivo avversario. Le caratteristiche comuni dei pivot, la cui statura si attesta generalmente tra i  2,08 e i 2,16 metri (6' 9" - 7' 1"), sono le capacità fisiche, l'abilità spalle a canestro e nel tiro dalla breve distanza. Tra i fondamentali rientrano anche il saper tagliare fuori gli avversari, catturare i rimbalzi e stoppare i tiri della squadra opposta. L'atleta che interpreta tale ruolo deve saper andare a segno anche con schiacciate e ganci nell'area dei tre secondi. Alcuni centri, maggiormente nell'ambito del basket europeo ma talvolta anche nella NBA, sono abili anche nel tiro da tre punti e precisi nel realizzare i tiri liberi.
Fra i migliori nel ruolo di centro nella storia NBA si ricordano Kareem Abdul-Jabbar, Wilt Chamberlain, Bill Russell, Hakeem Olajuwon, David Robinson, Patrick Ewing, Shaquille O'Neal, Yao Ming, Dwight Howard, Joel Embiid e Nikola Jokić.

## Evoluzione del ruolo
Mentre inizialmente in posizione di centro venivano utilizzati esclusivamente giocatori alti e fisicamente dotati, successivamente si sono in alcuni casi preferiti atleti con minor prestanza fisica ma maggiormente capaci dal punto di vista tecnico, funzionali per praticare uno stile di gioco basato sul contropiede e la velocità.